# Аргира (Сучава)
Аргира (рум. Arghira) насеље је у Румунији у округу Сучава у општини Преутешти. Oпштина се налази на надморској висини од 251 m.

## Становништво
Према подацима из 2002. године у насељу је живело 1129 становника, од којих су сви румунске националности.